# Фтерикуди
Фтерику́ди (греч. Φτερικούδι) — село у подножья горы Троодос в районе Никосия в Республике Кипр. Находится в 48 километрах к юго-западу от Никосии, на высоте 1050 метров над уровнем моря.

## История
По преданию, село было основано после 1570 года жителями деревни Каламитасы, которые пережили османский набег. На месте, где изначально была деревня Каламитаса, находится мужской монастырь святого Аввакума Тамасской и Оринисской митрополии. В монастыре сохраняется могила святого Аввакума, являющаяся местом паломничества.
Главная церковь Фтерикуди посвящена святому Николаю и расположена в центре села. Храм был построен в 1818 году и капитально отремонтирован в 1992 году.
У южного въезда в Фтерикуди находится памятник герою событий 1974 года Панайотису Кацидиарису (уроженцу села). Памятник был установлен в 2000 году Общественным советом и Ассоциацией дружбы Фтерикуди.

## Население
| Год  | Население | Год    | Год    | Год    | Население |
| 1881 | 150       | 1960   | 1960   | 1960   | 294       |
| 1891 | 220       | 1973   | 1973   | 1973   | 261       |
| 1901 | 211       | 1976   | 1976   | 1976   | 303       |
| 1911 | 257       | 1982   | 1982   | 1982   | 230       |
| 1921 | 273       | 2001   | 2001   | 2001   | 142       |
| 1931 | 318       | 2020-е | 2020-е | 2020-е | ок. 90    |
| 1946 | 385       |        |        |        |           |